# انی علیا
اینی علیا روستایی است که در استان اردبیل، شهرستان گرمی، بخش مرکزی، دهستان اینی قرار دارد.

## جمعیت
بر اساس سرشماری سال ۱۳۸۵ جمعیت این روستا ۱۱۶۴ نفر با ۱۹۵ خانوار بوده‌است.